# Língua gawwada
Gawwada (também chamada Gauwada, Gawata, Kawwad'a, Kawwada) é uma língua Afro-Asiática falada na Woreda especial Dirashe da região Região das Nações, Nacionalidades e Povos do Sul, sul da Etiópia.

## Dialetos
Os dialetos são Dihina, Gergere, Gollango (ou Gaba?), Gorose, Harso; Blench (2006) considera-os com línguas distintas.

## Escrita
A língua Gawwada usa o alfabeto latino numa forma sem as consoantes C, D, G, J, V, X, Z.
Usam-se outras formas de consoantes como ɓ, ɗ, ɠ, ɦ, k’, ny, š, t’, ʔ, ʕ. As vogais são as tradicionais A, E, I, O, U que podem ser simples ou duplas (longas).